# Mercado monetário
Mercado monetário é um componente do mercado financeiro, relativo à concessão de empréstimos de curto prazo, com prazos de vencimento inicial de um ano ou menos. A negociação nos mercados monetários envolve títulos do Tesouro, papel comercial, aceitação dos banqueiros, certificados de depósito, dos fundos do  banco central, hipotecas de curto prazo.
Ou seja mercado monetário é o mercado para  realização de financiamento de curto ou curtíssimo prazo, como os bilhetes de tesouro nacional, e o papel comercial. Sendo os títulos públicos os papéis mais negociados. Geralmente são transações:
- Do Banco Central vendendo títulos do Tesouro às instituições financeiras, retirando moeda do mercado e diminuindo a liquidez geral;
- Do Banco Central comprando títulos do Tesouro às instituições financeiras, injetando moeda no mercado e aumentando a liquidez geral;
- Entre instituições financeiras para ajustes internos de liquidez.